# Tosirips perpulchrana
Tosirips perpulchrana is een vlinder uit de familie van de bladrollers (Tortricidae). De soort werd voor het eerst wetenschappelijk beschreven in 1901 door Kennel onder de naam Tortrix perpulchrana. Józef Razowski deelde de soort in 1987 bij het nieuwe geslacht Tosirips in als typesoort.
De soort komt voor in het gebied van de Amoer in het oosten van Rusland, het noordoosten van China en Korea. De ondersoort Tosirips perpulchrana ceramus is aangetroffen in Japan.